# Купер (Мен)
Купер (англ. Cooper) — місто (англ. town) в США, в окрузі Вашингтон штату Мен. Населення — 168 осіб (2020).

## Демографія
Згідно з переписом 2010 року, у місті мешкали 154 особи в 66 домогосподарствах у складі 47 родин. Було 167 помешкань
Расовий склад населення:
| - 98,1 % — білих - 1,3 % — корінних американців - 0,6 % — чорних або афроамериканців |

До двох чи більше рас належало 0,0 %. Частка іспаномовних становила 0,6 % від усіх жителів.
За віковим діапазоном населення розподілялося таким чином: 16,9 % — особи молодші 18 років, 63,0 % — особи у віці 18—64 років, 20,1 % — особи у віці 65 років та старші. Медіана віку мешканця становила 51,6 року. На 100 осіб жіночої статі у місті припадало 105,3 чоловіків;  на 100 жінок у віці від 18 років та старших — 109,8 чоловіків також старших 18 років.
Середній дохід на одне домашнє господарство  становив 61 916 доларів США (медіана — 46 875), а середній дохід на одну сім'ю — 69 344 долари (медіана — 47 361). Медіана доходів становила 33 125 доларів для чоловіків та 31 750 доларів для жінок. За межею бідності перебувало 14,1 % осіб, у тому числі 16,7 % дітей у віці до 18 років та 7,7 % осіб у віці 65 років та старших.
Цивільне працевлаштоване населення становило 45 осіб. Основні галузі зайнятості: роздрібна торгівля — 26,7 %, освіта, охорона здоров'я та соціальна допомога — 24,4 %, будівництво — 11,1 %, виробництво — 8,9 %.